# Естебан Чавез
Јоан Естебан Чавез Рубио (шп. Jhoan Esteban Chaves Rubio; Богота, 17. јануар 1990) колумбијски је професионални бициклиста који тренутно вози за UCI ворлд тур тим — ЕФ едукејшон—изипост. Освојио је по једном Ђиро ди Ломбардију, Абу Даби тур, Ђиро дел’Емилију, Хералд сан тур и првенство Колумбије у друмској вожњи. Ђиро д’Италију је једанпут завршио на другом мјесту, а Вуелта а Еспању на трећем.

## Каријера
Бициклизмом је почео да се бави од малена, а 2011. је освојио Тур де л’Авенир, који се назива Тур де Франс за јуниоре, након чега је професионалну каријеру почео је 2012. у тиму Колумбија—колдепортес, а исте године је освојио класификацију за најбољег младог возача на Вуелта а Колумбији и на Вуелта а Бургос трци. Године 2014. прешао је у Орику—грин еџ, са којом је Тур оф Пекинг трку завршио на трећем мјесту, уз освојену класификацију за најбољег младог возача. Године 2015. освојио је Абу Даби тур и класификацију за најбољег младог возача, након чега је по први пут возио Ђиро д’Италију, гдје је носио бијелу мајицу на једној етапи. У финишу сезоне, Вуелта а Еспању је завршио на петом мјесту, уз двије етапне побједе, а на четири етапе је носио лидерску мајицу, док је на десет етапа био лидер класификације по поенима, на седам етапа је био лидер класификације комбинације и на једној етапи је био лидер брдске класификације.
Године 2016. освојио је Ђиро дел’Емилију, након чега је Ђиро д’Италију завршио на другом мјесту, иза Винченца Нибалија, изгубивши лидерску мајицу на претпоследњој етапи. У финишу сезоне, Вуелта а Еспању је завршио на трећем мјесту. Године 2017. завршио је Тур даун андер на другом мјесту, док је 2018. освојио Хералд сан тур и остварио је једну етапну побједу на Ђиро д’Италији. Године 2019. остварио је једну етапну побједу на Ђиро д’Италији, док је Тур оф Словенија трку завршио на шестом мјесту. Године 2020. завршио је Вуелта а Бургос на четвртом мјесту, док је 2021. завршио Вуелта а Каталуњу на шестом мјесту, уз једну етапну побједу и освојене брдску и класификацију по поенима.
Године 2022. прешао је у ЕФ едукејшон—изипост. Завршио је на другом мјесту на првенству Колумбије у вожњи на хронометар и на трећем мјесту у друмској трци, док је завршио Мон Венту денивеле челенџ на другом мјесту и Критеријум ди Дофине на седмом. Године 2023. освојио је првенство Колумбије у друмској вожњи по први пут у каријери, испред Данијела Мартинеза и Наира Кинтане.